# Country-Musik 1985
Die Liste bietet eine Übersicht über das Jahr 1985 im Genre Country-Musik.

## Events
- Ein Artikel der New York Times erklärt die Country-Musik für „tot“.[1]
- Die Country Music Association vergibt erstmals die Auszeichnung Music Video of the Year. Hank Williams, Jr. ist mit seinem Video All My Rowdy Friends Are Coming Over Tonight erster Preisträger[2]

## Top Hits des Jahres

### Jahresendcharts
Dies ist die Top 10 der Year-End-Charts, die vom Billboard-Magazin erhoben wurde.
1. Lost in the Fifties Tonight (In the Still of the Night) – Ronnie Milsap
2. Dixie Road – Lee Greenwood
3. Real Love – Dolly Parton with Kenny Rogers
4. Radio Heart – Charly McClain
5. Highwayman – Waylon Jennings, Willie Nelson, Johnny Cash, Kris Kristofferson
6. She's Single Again – Janie Fricke
7. I'm for Love – Hank Williams, Jr.
8. Modern Day Romance – Nitty Gritty Dirt Band
9. Fallin' in Love – Sylvia
10. Forgiving You Was Easy – Willie Nelson

### Nummer-1-Hits (Billboard)
- 5. Januar – Does Fort Worth Ever Cross Your Mind – George Strait
- 12. Januar – The Best Year of My Life – Eddie Rabbitt
- 19. Januar – How Blue – Reba McEntire
- 26. Januar – (There's A) Fire in the Night – Alabama
- 2. Februar – A Place to Fall Apart – Merle Haggard, Janie Fricke
- 9. Februar – Ain't She Something Else – Conway Twitty
- 16. Februar – Make My Life With You – Oak Ridge Boys
- 23. Februar – Baby's Got Her Blue Jeans On – Mel McDaniel
- 2. März – Baby Bye-Bye – Gary Morris
- 9. März – My Only Love – Statler Brothers
- 16. März – Crazy For Your Love – Exile
- 23. März – Seven Spanish Angels – Ray Charles, Willie Nelson
- 30. März – Crazy – Kenny Rogers
- 6. April – Country Girls – John Schneider
- 13. April – Honor Bound – Earl Thomas Conley
- 20. April – I Need More of You – Bellamy Brothers
- 27. April – Girls Night Out – The Judds
- 4. Mai – There's No Way – Alabama
- 11. Mai – Somebody Should Leave – Reba McEntire
- 18. Mai – Step That Step – Sawyer Brown
- 25. Mai – Radio Heart – Charly McClain
- 1. Juni – Don't Call Him a Cowboy – Conway Twitty
- 8. Juni – Natural High – Merle Haggard
- 15. Juni – Country Boy – Ricky Skaggs
- 22. Juni – Little Things – Oak Ridge Boys
- 29. Juni – She Keeps the Home Fires Burning – Ronnie Milsap
- 6. Juli – She's a Miracle – Exile
- 13. Juli – Forgiving You Was Easy – Willie Nelson
- 20. Juli – Dixie Road – Lee Greenwood
- 27. Juli – Love Don't Care – Earl Thomas Conley
- 3. August – 40 Hour Week (For a Livin') – Alabama
- 10. August – I'm For Love – Hank Williams Jr.
- 17. August – Highwayman – Waylon Jennings, Willie Nelson, Kris Kristofferson, Johnny Cash
- 24. August – Real Love – Kenny Rogers, Dolly Parton
- 31. August – Love is Alive – The Judds
- 7. September – I Don't Know Why You Don't Want Me – Rosanne Cash, Vince Gill
- 14. September – Modern Day Romance – The Nitty Gritty Dirt Band
- 21. September – I Fell in Love Again Last Night – Forester Sisters
- 28. September – Lost in the Fifties Tonight (In the Still of the Night) – Ronnie Milsap
- 12. Oktober – Meet Me in Montana – Dan Seals, Marie Osmond
- 19. Oktober – You Make Me Want to Make You Mine – Juice Newton
- 26. Oktober – Touch a Hand, Make a Friend – Oak Ridge Boys
- 2. November – Some Fools Never Learn – Steve Wariner
- 9. November – Can't Keep a Good Man Down – Alabama
- 16. November – Hang on to Your Heart – Exile
- 23. November – I'll Never Stop Loving You – Gary Morris
- 30. November – Too Much on My Heart – Statler Brothers
- 7. Dezember – I Don't Mind the Thorns (If You're the Rose) – Lee Greenwood
- 14. Dezember – Nobody Falls Like a Fool – Earl Thomas Conley
- 21. Dezember – The Chair – George Strait
- 28. Dezember – Have Mercy – The Judds

### Weitere Hits
Die Auswahl beschränkt sich auf Songs, die in den Country-Billboard-Charts in die Top 20 gekommen sind.
| US | Single                                         | Artist                               |
| -- | ---------------------------------------------- | ------------------------------------ |
| 8  | All Tangled Up in Love                         | Gus Hardin                           |
| 8  | Angel in Your Arms                             | Barbara Mandrell                     |
| 5  | Betty's Bein' Bad                              | Sawyer Brown                         |
| 3  | Between Blue Eyes and Jeans                    | Conway Twitty                        |
| 15 | Blue Highway                                   | John Conlee                          |
| 15 | Break Away                                     | Gail Davies                          |
| 13 | California                                     | Keith Stegall                        |
| 9  | Carolina in the Pines                          | Michael Martin Murphey               |
| 5  | The Cowboy Rides Away                          | George Strait                        |
| 9  | Cry Just a Little Bit                          | Sylvia                               |
| 15 | Desperados Waiting for a Train                 | The Highwaymen                       |
| 20 | Dim Lights, Thick Smoke (And Loud, Loud Music) | Vern Gosdin                          |
| 8  | Doncha?                                        | T. G. Sheppard                       |
| 3  | Don't Call It Love                             | Dolly Parton                         |
| 2  | Drinkin‘ and Dreamin‘                          | Waylon Jennings                      |
| 20 | Eye of a Hurricane                             | John Anderson                        |
| 2  | Fallin' in Love                                | Sylvia                               |
| 5  | The Fireman                                    | George Strait                        |
| 7  | The First Word in Memory Is Me                 | Janie Fricke                         |
| 17 | The Girl Most Likely To                        | B. J. Thomas                         |
| 7  | Got No Reason Now for Goin' Home               | Gene Watson                          |
| 15 | Hallelujah, I Love You So                      | George Jones with Brenda Lee         |
| 6  | Have I Got a Deal for You                      | Reba McEntire                        |
| 19 | Heart Don't Do This to Me                      | Loretta Lynn                         |
| 8  | Heart Trouble                                  | Steve Wariner                        |
| 3  | Hello Mary Lou                                 | The Statler Brothers                 |
| 2  | High Horse                                     | Nitty Gritty Dirt Band               |
| 10 | I Never Made Love (Till I Made It with You)    | Mac Davis                            |
| 8  | I Wanna Hear It from You                       | Eddy Raven                           |
| 5  | I Wanna Say Yes                                | Louise Mandrell                      |
| 10 | I Want Everyone to Cry                         | Restless Heart                       |
| 20 | I'd Dance Every Dance with You                 | The Kendalls                         |
| 10 | I'm Gonna Leave You Tomorrow                   | John Schneider                       |
| 10 | I'm the One Mama Warned You About              | Mickey Gilley                        |
| 20 | If It Ain't Love                               | Ed Bruce                             |
| 12 | If It Ain't Love (Let's Leave It Alone)        | The Whites                           |
| 10 | If It Weren't for Him                          | Vince Gill                           |
| 15 | If That Ain't Love                             | Lacy J. Dalton                       |
| 16 | If the Phone Doesn't Ring, It's Me             | Jimmy Buffett                        |
| 5  | In a New York Minute                           | Ronnie McDowell                      |
| 12 | It Ain't Gonna Worry My Mind                   | Ray Charles and Mickey Gilley        |
| 19 | It Should Have Been Love by Now                | Barbara Mandrell & Lee Greenwood     |
| 10 | It's a Short Walk from Heaven to Hell          | John Schneider                       |
| 15 | It’s All Over Now                              | John Anderson                        |
| 20 | It's Time for Love                             | Don Williams                         |
| 10 | Kern River                                     | Merle Haggard                        |
| 4  | A Lady Like You                                | Glen Campbell                        |
| 9  | Lasso the Moon                                 | Gary Morris                          |
| 19 | The Legend and the Man                         | Conway Twitty                        |
| 16 | Leona                                          | Sawyer Brown                         |
| 6  | Let It Roll (Let It Rock)                      | Mel McDaniel                         |
| 16 | Let Me Down Easy                               | Jim Glaser                           |
| 2  | Lie to You for Your Love                       | The Bellamy Brothers                 |
| 5  | A Long and Lasting Love                        | Crystal Gayle                        |
| 14 | (Love Always) Letter to Home                   | Glen Campbell                        |
| 9  | Love Talks                                     | Ronnie McDowell                      |
| 10 | Major Moves                                    | Hank Williams Jr.                    |
| 8  | Maybe My Baby                                  | Louise Mandrell                      |
| 4  | Me Against the Night                           | Crystal Gayle                        |
| 14 | Me and Paul                                    | Willie Nelson                        |
| 20 | The Mississippi Squirrel Revival               | Ray Stevens                          |
| 2  | My Baby's Got Good Timing                      | Dan Seals                            |
| 9  | My Old Yellow Car                              | Dan Seals                            |
| 19 | My Toot Toot                                   | Rockin’ Sidney                       |
| 3  | Nobody Wants to Be Alone                       | Crystal Gayle                        |
| 2  | Old Hippie                                     | The Bellamy Brothers                 |
| 4  | One Owner Heart                                | T. G. Sheppard                       |
| 5  | Only in My Mind                                | Reba McEntire                        |
| 9  | Operator, Operator                             | Eddy Raven                           |
| 10 | Pretty Lady                                    | Keith Stegall                        |
| 9  | Rollin' Lonely                                 | Johnny Lee                           |
| 12 | Save the Last Chance                           | Johnny Lee                           |
| 11 | She Used to Love Me a Lot                      | David Allan Coe                      |
| 6  | She's Comin' Back to Say Goodbye               | Eddie Rabbitt                        |
| 9  | She's Gonna Win Your Heart                     | Eddy Raven                           |
| 2  | She's My Rock                                  | George Jones                         |
| 2  | She's Single Again                             | Janie Fricke                         |
| 19 | Size Seven Round (Made of Gold)                | George Jones with Lacy J. Dalton     |
| 10 | Slow Burning Memory                            | Vern Gosdin                          |
| 4  | Somebody Else's Fire                           | Janie Fricke                         |
| 2  | Something in My Heart                          | Ricky Skaggs                         |
| 6  | Sometimes When We Touch                        | Mark Gray & Tammy Wynette            |
| 5  | Stand Up                                       | Mel McDaniel                         |
| 10 | (That's What You Do) When You're in Love       | The Forester Sisters                 |
| 7  | There's No Love in Tennessee                   | Barbara Mandrell                     |
| 19 | They Never Had to Get Over You                 | Johnny Lee                           |
| 14 | Thing About You                                | Southern Pacific with Emmylou Harris |
| 4  | This Ain't Dallas                              | Hank Williams Jr.                    |
| 14 | Two Old Cats Like Us                           | Ray Charles with Hank Williams Jr.   |
| 3  | Used to Blue                                   | Sawyer Brown                         |
| 2  | Walkin' a Broken Heart                         | Don Williams                         |
| 10 | Waltz Me to Heaven                             | Waylon Jennings                      |
| 4  | Warning Sign                                   | Eddie Rabbitt                        |
| 3  | What I Didn't Do                               | Steve Wariner                        |
| 8  | What She Wants                                 | Michael Martin Murphey               |
| 17 | When Givin' Up Was Easy                        | Ed Bruce                             |
| 14 | White Line                                     | Emmylou Harris                       |
| 3  | Who's Gonna Fill Their Shoes                   | George Jones                         |
| 5  | With Just One Look in Your Eyes                | Charly McClain (with Wayne Massey)   |
| 7  | Working Man                                    | John Conlee                          |
| 10 | A World Without Love                           | Eddie Rabbitt                        |
| 2  | Years After You                                | John Conlee                          |
| 20 | You Can't Run Away from Your Heart             | Lacy J. Dalton                       |
| 7  | You Make Me Feel Like a Man                    | Ricky Skaggs                         |
| 3  | You Turn Me On (Like a Radio)                  | Ed Bruce                             |
| 10 | You're Going Out of My Mind                    | T. G. Sheppard                       |
| 9  | You've Got a Good Love Comin‘                  | Lee Greenwood                        |
| 10 | You've Got Something on Your Mind              | Mickey Gilley                        |

### Deutschsprachige Singles
- Angeln entspannt – Truck Stop
- Happy Birthday / Wir zwei – Truck Stop
- Mein Wohnmobil / Er liebt nur Video – Flophouse String Band[5]
- Der Stuntman – Volker Lechtenbrink (deutschsprachige Version von The Unknown Stuntman – Lee Majors)[6]
- Der Tramp / Einsamkeit – Bernd Hifinger & Twilight

## Alben (Auswahl)

### Jahresendcharts
Dies ist die Top 10 der Year-End-Charts, die vom Billboard-Magazin erhoben wurde.
1. 40 Hour Week – Alabama
2. Why Not Me – The Judds
3. Does Fort Worth Ever Cross Your Mind – George Strait
4. Country Boy – Ricky Skaggs
5. Friendship – Ray Charles
6. Kentucky Hearts – Exile
7. Five-O – Hank Williams, Jr.
8. Treadin’ Water – Earl Thomas Conley
9. Me and Paul – Willie Nelson
10. Greatest Hits 2 – Oak Ridge Boys

### Nummer-1-Hits (Alben)
- 5. Januar – Kentucky Hearts – Exile
- 19. Januar – Does Fort Worth Ever Cross Your Mind – George Strait
- 2. Februar – Why Not Me – The Judds
- 23. Februar – Country Boy – Ricky Skaggs
- 16. März – Does Fort Worth Ever Cross Your Mind – George Strait
- 23. März – Friendship – Ray Charles
- 30. März – 40 Hour Week – Alabama
- 22. Juni – Five-O – Hank Williams, Jr.
- 3. August – 40 Hour Week – Alabama
- 17. August – Five-O – Hank Williams, Jr.
- 7. September – Greatest Hits Vol. 2 – Ronnie Milsap
- 28. September – Highwayman – The Highwaymen
- 5. Oktober – Greatest Hits Vol. 2 – Ronnie Milsap
- 19. Oktober – Partners in Rhyme – The Statler Brothers
- 26. Oktober – Greatest Hits Vol. 2 – Ronnie Milsap
- 7. Dezember – Rhythm & Romance – Rosanne Cash
- 14. Dezember – Something Special – George Strait
- 21. Dezember – Anything Goes – Gary Morris
- 28. Dezember – The Heart of the Matter – Kenny Rogers

### Weitere Alben
Die Auswahl beschränkt sich auf Alben, die in den Country-Billboard-Charts in die Top 20 gekommen sind.
| US | Album                                                         | Artist                 | Record Label |
| -- | ------------------------------------------------------------- | ---------------------- | ------------ |
| 8  | Alabama Christmas                                             | Alabama                | RCA          |
| 8  | The Ballad of Sally Rose                                      | Emmylou Harris         | Warner Bros. |
| 7  | Centerfield                                                   | John Fogerty           | Warner Bros. |
| 7  | Don't Call Him a Cowboy                                       | Conway Twitty          | Warner Bros. |
| 4  | The Forester Sisters                                          | The Forester Sisters   | Warner Bros. |
| 4  | Greatest Hits                                                 | George Strait          | MCA          |
| 4  | Greatest Hits                                                 | Lee Greenwood          | MCA          |
| 10 | Half Nelson                                                   | Willie Nelson          | Columbia     |
| 2  | Hang on to Your Heart                                         | Exile                  | Epic         |
| 10 | Howard & David                                                | The Bellamy Brothers   | Curb/MCA     |
| 8  | Kern River                                                    | Merle Haggard          | Epic         |
| 7  | Last Mango in Paris                                           | Jimmy Buffett          | MCA          |
| 4  | Let It Roll                                                   | Mel McDaniel           | Capitol      |
| 17 | Love Is What We Make It                                       | Kenny Rogers           | Liberty      |
| 3  | Me and Paul                                                   | Willie Nelson          | Columbia     |
| 13 | My Toot Toot                                                  | Rockin’ Sidney         | Epic         |
| 17 | Nobody Wants to Be Alone                                      | Crystal Gayle          | Warner Bros. |
| 12 | Old Flame                                                     | Juice Newton           | RCA          |
| 20 | One Good Night Deserves Another                               | Steve Wariner          | MCA          |
| 19 | One Step Closer                                               | Sylvia                 | RCA          |
| 9  | Partners, Brothers and Friends                                | Nitty Gritty Dirt Band | Warner Bros. |
| 15 | Radio Heart                                                   | Charly McClain         | Epic         |
| 9  | Real Love                                                     | Dolly Parton           | RCA          |
| 10 | Restless Heart                                                | Restless Heart         | RCA          |
| 2  | Sawyer Brown                                                  | Sawyer Brown           | Capitol/Curb |
| 3  | Shakin‘                                                       | Sawyer Brown           | Capitol/Curb |
| 3  | Step On Out                                                   | The Oak Ridge Boys     | MCA          |
| 6  | Sweet Dreams – The Life and Times of Patsy Cline (Soundtrack) | Patsy Cline            | MCA          |
| 16 | There's No Stopping Your Heart                                | Marie Osmond           | Capitol/Curb |
| 15 | Trying to Outrun the Wind                                     | John Schneider         | MCA          |
| 6  | Who's Gonna Fill Their Shoes?                                 | George Jones           | Epic         |

### Deutsche oder deutschsprachige Alben
- Bear Family 10 Years Anniversary Festival 1985 – Sampler
- Erfolge, oder auch Taxi nach Texas – Martin Lauer (Kompilation)
- In Concert – Truck Stop
- Räder – Western Union
- Sieben Dinge braucht der Cowboy – Bruce Low[8]
- Siebentausend Rinder – Peter Hinnen (Kompilation)

## Geboren
- 05. Januar: Tim Montana
- 20. Januar: Brantley Gilbert
- 20. Mai: Jon Pardi
- 12. Juni: Chris Young
- 26. August: Brian Kelley
- 01. September: Charlie Worsham
- 19. September: Chase Rice

## Gestorben
- 17. Juli: Wynn Stewart (51)
- 11. Oktober: Tex Williams

## Neue Mitglieder der Hall of Fames

### Country Music Hall of Fame
- Flatt and Scruggs
  - Lester Flatt
  - Earl Scruggs

### Canadian Country Music Hall of Fame
- Don Messer
- Hank Snow

### Nashville Songwriters Hall of Fame
- Bob McDill
- Carl Perkins

## Die bedeutendsten Auszeichnungen

### Grammy Awards
- Best Female Country Vocal Performance – Emmylou Harris – In My Dreams
- Best Male Country Vocal Performance – Merle Haggard – That's The Way Love Goes
- Best Country Performance By A Duo Or Group – The Judds – Mama He's Crazy
- Best Country Instrumental Performance – Ricky Skaggs – Wheel Hoss
- Best Country Song – Steve Goodman – City Of New Orleans, (Interpret Willie Nelson)[9]

### Juno Awards
- Country Male Vocalist of the Year – Murray McLauchlan
- Country Female Vocalist of the Year – Anne Murray
- Country Group or Duo of the Year – Family Brown

### Academy of Country Music Awards
- Entertainer Of The Year – Alabama
- Song Of The Year – Why Not Me – The Judds – Harlan Howard, Brent Maher, Sonny Throckmorton
- Single Of The Year – To All The Girls I've Loved Before – Willie Nelson, Julio Iglesias
- Album Of The Year – Roll On – Alabama
- Top Male Vocalist – George Strait
- Top Female Vocalist – Reba McEntire
- Top Vocal Duo – The Judds
- Top Vocal Group – Alabama
- Top New Male Vocalist – Vince Gill
- Top New Female Vocalist – Nicolette Larson
- Video Of The Year – All My Rowdy Friends Are Coming Over Tonight – Hank Williams, Jr.

### Canadian Country Music Association
- Entertainer of the Year – Dick Damron
- Male Artist of the Year – Terry Carisse
- Female Artist of the Year – Carroll Baker
- Group of the Year – The Mercey Brothers
- SOCAN Song of the Year – Counting the I Love You's, Terry Carisse, Bruce Rawlins (Interpret: Terry Carisse)
- Single of the Year – Riding on the Wind, Gary Fjellgaard
- Album of the Year – Closest Thing to You, Terry Carisse
- Top Selling Album – Once Upon a Christmas, Dolly Parton & Kenny Rogers
- Vista Rising Star Award – Ginny Mitchell
- Duo of the Year – Anita Perras and Tim Taylor

### Country Music Association Awards
- Instrumental Group of the Year – Ricky Skaggs Band
- Instrumentalist of the Year – Chet Atkins
- Entertainer of the Year – Ricky Skaggs
- Male Vocalist of the Year – George Strait
- Female Vocalist of the Year – Reba McEntire
- Horizon Award – Sawyer Brown
- Vocal Group of the Year – The Judds
- Vocal Duo of the Year – Dave Loggins und Anne Murray
- Album of the Year – George Strait
- Song of the Year – Lee Greenwood
- Single of the Year – The Judds
- Music Video of the Year – All My Rowdy Friends Are Coming Over Tonight – Hank Williams Jr. (Regisseur: John Goodhue)

### American Music Awards
- Favorite Country Male Artist – Kenny Rogers
- Favorite Country Female Artist – Barbara Mandrell
- Favorite Country Band/Duo/Group – Alabama
- Favorite Country Album – Eyes That See in the Dark – Kenny Rogers
- Favorite Country Song – Islands in the Stream – Kenny Rogers & Dolly Parton
- Favorite Country Video – A Little Good News – Anne Murray
- Favorite Country Male Video Artist – Willie Nelson
- Favorite Country Female Video Artist – Anne Murray
- Favorite Country Band/Duo/Group Video Artist – The Oak Ridge Boys